# مايكل هيرلي
مايكل هيرلي (بالإنجليزية: Michael Hurley)‏ هو مغني وعازف كمان وعازف بيانو ومغن مؤلف أمريكي، ولد في 1941 في مقاطعة باكز في الولايات المتحدة.

## وصلات خارجية
- مايكل هيرلي على موقع ميوزك برينز (الإنجليزية)
- مايكل هيرلي على موقع ديسكوغز (الإنجليزية)